# Flachères
Flachères település Franciaországban, Isère megyében. Lakosainak száma 568 fő (2022. január 1.). Flachères Belmont, Champier, Eclose-Badinières, Eydoche és Saint-Didier-de-Bizonnes községekkel határos.

## Népesség
A település népességének változása:
| Lakosok száma | 221  | 226  | 256  | 431  | 505  | 516  | 524  | 540  | 546  | 568  |
|               | 1968 | 1982 | 1990 | 2006 | 2013 | 2015 | 2017 | 2019 | 2020 | 2022 |